# Martin Wiegele
Martin Wiegele (Graz, 11 juli 1978) is een Oostenrijks golfprofessional.

## Amateur
Vanaf 16-jarige leeftijd heeft hij op golfbaan Maria Lankowitz in Graz dezelfde coach, Ali Rosker.

In 2001 en 2002 gaat hij als amateur naar de Tourschool maar slaagt er niet in zijn spelerskaart te bemachtigen.

#### Gewonnen
- 1997: NK Strokeplay
- 2000: NK Strokeplay
- 2001: NK Strokeplay
- 2002: Slowaaks Amateur Open Kampioenschap, NK Strokeplay

#### Teams
- Eisenhower Trophy: 2000, 2002
- Bonallack Trophy: 2002
- St Andrews Trophy: 2002

## Professional
In 2003 wordt hij professional. Dat jaar is hij zeer succesvol op de Challenge Tour (CT), waar hij als vierde eindigt, en krijgt enkele uitnodigingen om op de Europese Tour te spelen. Hij verliest de play-off tegen de Australische Marcus Fraser van het Russian Open Golf Championship op de baan van de Le Meridien Country Club in Moskou. Het toernooi telt mee voor de Europese Tour. Verder mag hij het BMW International Open meespelen, maar mist de cut.
Zijn coaches zijn nu voormalig Ryder Cup speler Anders Forsbrand en Frededrik Jendelid, die ook Markus Brier begeleiden.
Na het winnen van zijn Tourkaart in 2007 speelt hij in 2008 25 toernooien op de Europese Tour, waarbij hij 13 cuts haalt en als 143ste op de Order of Merit eindigt. Seizoen 2009 loopt nog niet naar wens. In twaalf toernooien heeft hij €.35.000 verdiend.
In 2010 wint hij het Kärnten Golf Open in Oostenrijk en twee weken later het Saint-Omer Open in Frankrijk, zijn eerste overwinning op de Europese Tour.

#### Gewonnen
Tourschool
- 2007: Tourschool op de San Roque Club in Spanje.

Alps Tour
- 2008: Gösser Open (Alps Tour) op Maria Lankowitz.

Challenge Tour
- 2007: Lexus Open (CT) in Kløfta, Noorwegen
- 2010: Kärnten Golf Open

Europese Tour
- 2010: Saint-Omer Open

#### Teams
- 2004: World Cup met Markus Brier, ze worden 5de;